# Giáo đường Do Thái cũ ở Pińczów

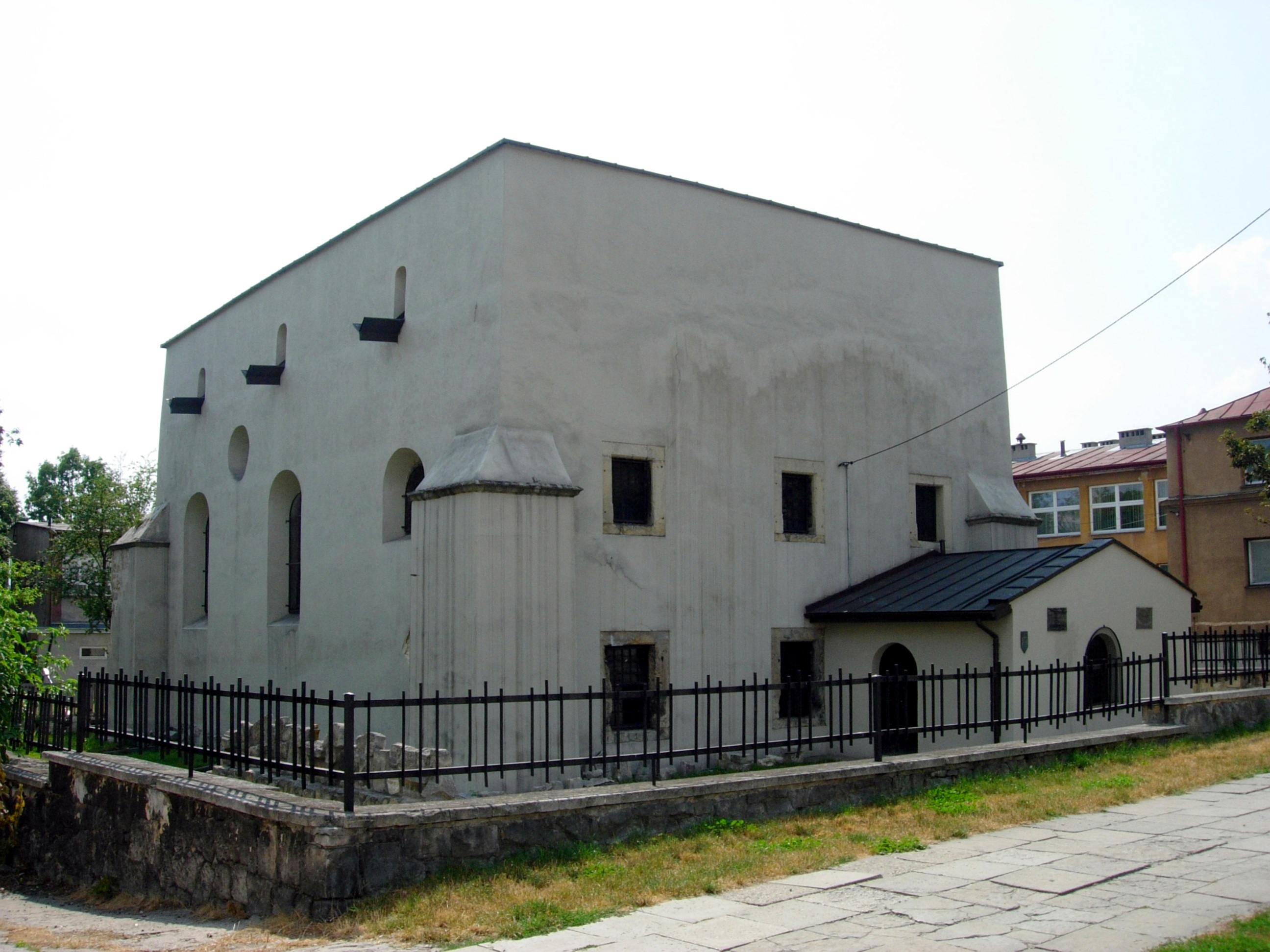
Giáo đường Do Thái cũ ở Pińczów

Giáo đường Do Thái cũ ở Pińczów (tiếng Ba Lan: Stara Synagoga w Pińczowie) là một giáo đường Do Thái tọa lạc ở số 8 Phố Klasztorna, Pińczów, Ba Lan. Giáo đường này là một trong những giáo đường lâu đời nhất ở Ba Lan. Công trình kiến trúc này có tên trong danh sách di tích.

## Lịch sử
Giáo đường Do Thái cũ ở Pińczów được xây dựng vào giai đoạn năm 1594-1609. Kiến trúc sư Santi Gucci đến từ Florence (Ý) được phỏng đoán là người đã thiết kế dự án này. Trong Thế Chiến thứ hai, Đức Quốc xã đã tàn phá nội thất của giáo đường này. Sau khi chiến tranh kết thúc, các nỗ lực cải tạo được tiến hành. Vào năm 1947, phần mái nhà được tái thiết. Sau đó, nơi đây biến thành một nhà kho chứa phân bón và vật liệu xây dựng. Di tích này được chuyển trở lại làm Giáo đường Do Thái vào năm 1997. Hiện nay, giáo đường do Bảo tàng Khu vực ở Pińczów quản lý.
Giáo đường Do Thái cũ ở Pińczów được nhiều nhân vật quan trọng và nổi tiếng đến thăm, chẳng hạn như: Tổng giám mục Józef Glemp, Thủ tướng Tadeusz Mazowiecki, hay Đại sứ Cộng hòa Hungary Ákos Engelmayer.